# Szandzsaj Gándhi Nemzeti Park
A Szandzsaj Gándhi Nemzeti Park (maráthi és hindi nyelven: संजय गांधी राष्ट्रीय उद्यान (Szandzsaj Gándhi Rástríja Udján)) India egyik nemzeti parkja.

## Története
A mai nemzeti park az ókori India két jelentős települése, Szopára és Kalján közelében terül el: ezek a városok Görögországgal és Mezopotámiával kereskedtek, és a köztük vezető mintegy 45 km-es út részben az itteni erdőn keresztül vezetett. A park belsejében található Kánheri-barlangokat buddhista szerzetesek vájták a bazaltsziklákba az időszámításunk előtti 9. és 1. század között: ezek a barlangok fontos buddhista zarándokhelynek számítottak.
A parkban található Tulszi és Vihár nevű tavakat a brit kormány alakíttatta ki 1870-ben Bombay vízellátásának érdekében, majd a város önkormányzata 1942-ben vásárolta meg a tavak vízgyűjtőterületét. 1950-ben egy 20,26 km²-es védett területet jelöltek ki itt, amelynek akkor a Krisnagiri Nemzeti Park nevet adták. 1968-ban vagy 1969-ben számos környező erdőterület megszerzésével a parkot 68,24 km²-esre bővítették ki, majd a szomszédos Borívaliról, Mumbai külvárosáról Borívali Nemzeti Parkra nevezték át. A Szandzsaj Gándhi nevet 1981-ben vette fel Indira Gandhi miniszterelnök fiatalon elhunyt fiának tiszteletére, majd a thánei körzetből újabb erdőket csatoltak hozzá, így területe a mai 103,84 km²-re növekedett.

## Leírás
A nemzeti park India nyugati partjainál, Mahárástra állam területén, Mumbai északi részén, Thánétől nyugatra található, és szinte minden oldalról városok veszik körül. Területe többnyire erdős hegyvidék, a tengerszint feletti magasság 30 és 480 méter között változik. Két tó található benne, a Tulszi és a Vihár, amelyek a várostömörülések ivóvízellátásért is felelősek, a nagy területű erdő pedig a levegőminőséget javítja a szomszédos városokban.
Területén számos turisztikai látványosság is található: a Kánheri-barlangok ősi buddhista zarándokhelye, egy dzsainista templom, egy keskeny nyomtávú vasút, egy Gandhi-emlékhely, egy pillangókert, és a túrázás mellett lehetőség van szafarizásra, csónakázásra és sziklamászásra is.

## Élővilág

### Növényzet
A területen csak virágos növényből mintegy 1300 faj él. Legjelentősebb élőhelytípusa a vegyes-lombhullató erdő, amelynek az alacsonyabb fekvésű részeken és a hegyek lejtőin a fő fajai a Tectona, az Albizia, a Terminalia, a Holarrhena, a Firmiana, a Dalbergia, a Garuga, a Grewia, az Adina, a füge, a Madhuca, és a Butea nemzetségekhez, valamint a bambuszok közé tartoznak. A hegyek magasabb vidékein, valamint néhány elzárt, szűk völgyben és patakmederben fél-örökzöld és örökzöld növények jellemzők, lombhullás után feltűnőek például a hindu asókafa zölden maradt csoportjai. Nagy területet borítanak el az aljnövényzet részeként a Strobilanthes-fajok: bár ez a növény állandóan jelen van, de legfeltűnőbb akkor, amikor hét évenként egyszer virágba borul.

### Állatvilág
A park egyik legjellegzetesebb állata a leopárd, a világ hasonló vadonjai közül itt az egyik legnagyobb a leopárd-„népsűrűség”. A majmok közül előfordul például a parókás makákó, a közönséges hulmán, valamint betelepítették a rézuszmajmot is. Megtalálható a nemzeti parkban a pettyes szarvas, a számbárszarvas, a muntyákszarvas, az indiai nyúl, a csíkos hiéna, vannak itt gyalogsülfélék és pálmasodrók, valamint 17 denevérfaj, köztük a legnagyobb az indiai repülőkutya.
A terület gazdag madárvilággal rendelkezik. Említésre méltó madarak a Dicaeum erythrorhynchos nevű virágjáróféle, a nektármadárfélék, a fehérhasú rétisas, a paradicsom-légyvadászok, a trogonok, a jégmadárfélék, a harkályfélék, a Psilopogon zeylanicus nevű bajszika, a paradicsomdrongó, a Cyornis tickelliae nevű légykapóféle, a malabári fütyülőrigó és a vörösfejű egértimália.
A hüllők közül előfordulnak krokodilok (a Tulszi-tóban), varánuszfélék, sziklakígyók, kobrák, Russell-viperák, a Trimeresurus gramineus nevű viperák, sőt, a rendkívül ritka Boiga ceylonensis nevű kígyó is. A gerinctelen állatok közül említendők a Nephila nembe tartozó keresztespókok, az Argiope anasuja nevű keresztespók, valamint számos lepke, például a Papilio polymnestor, valamint a Kallima, a Hypolimnas és a Delias nem egyes fajai.

## Képek

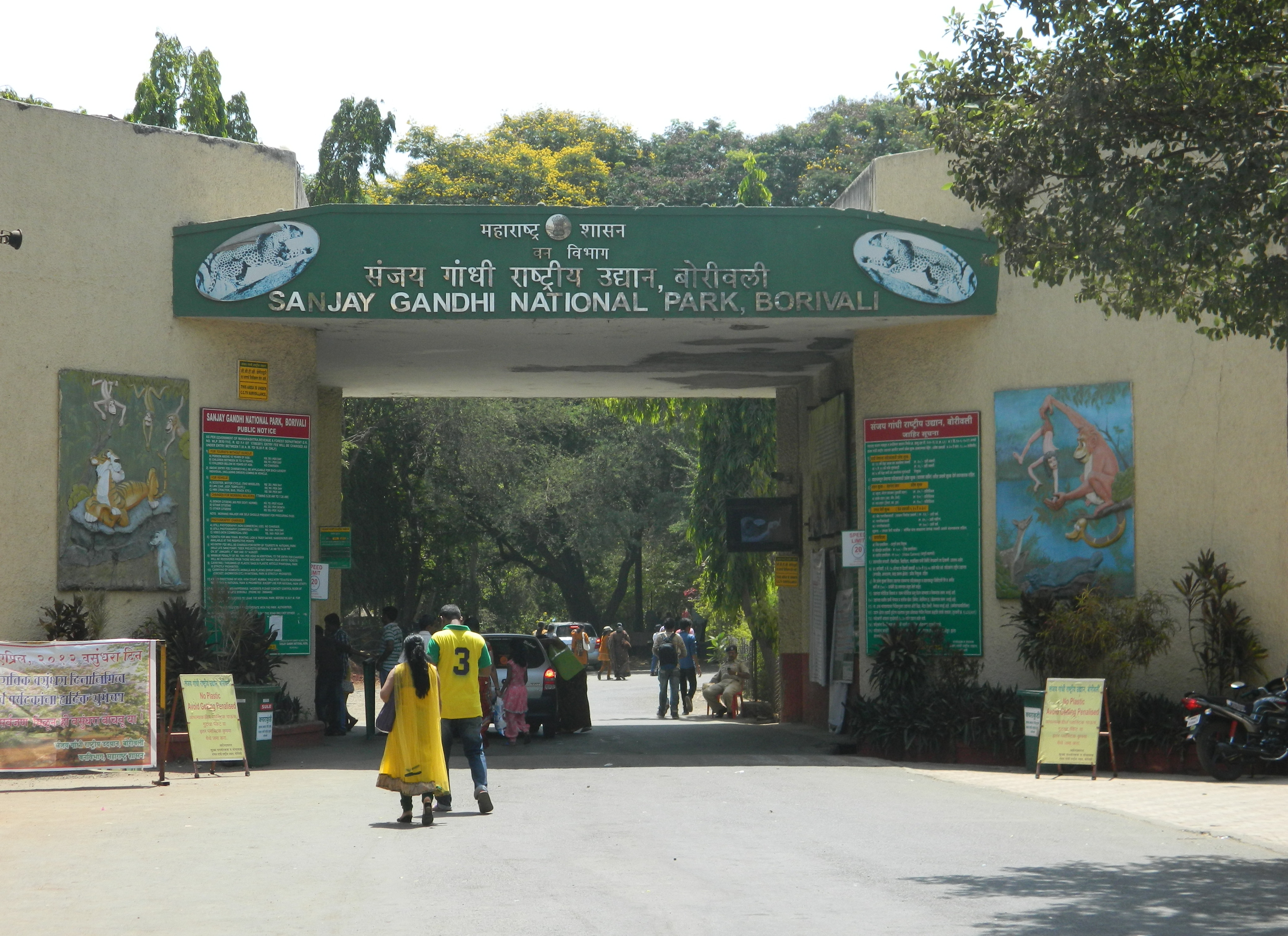
A park főbejárata
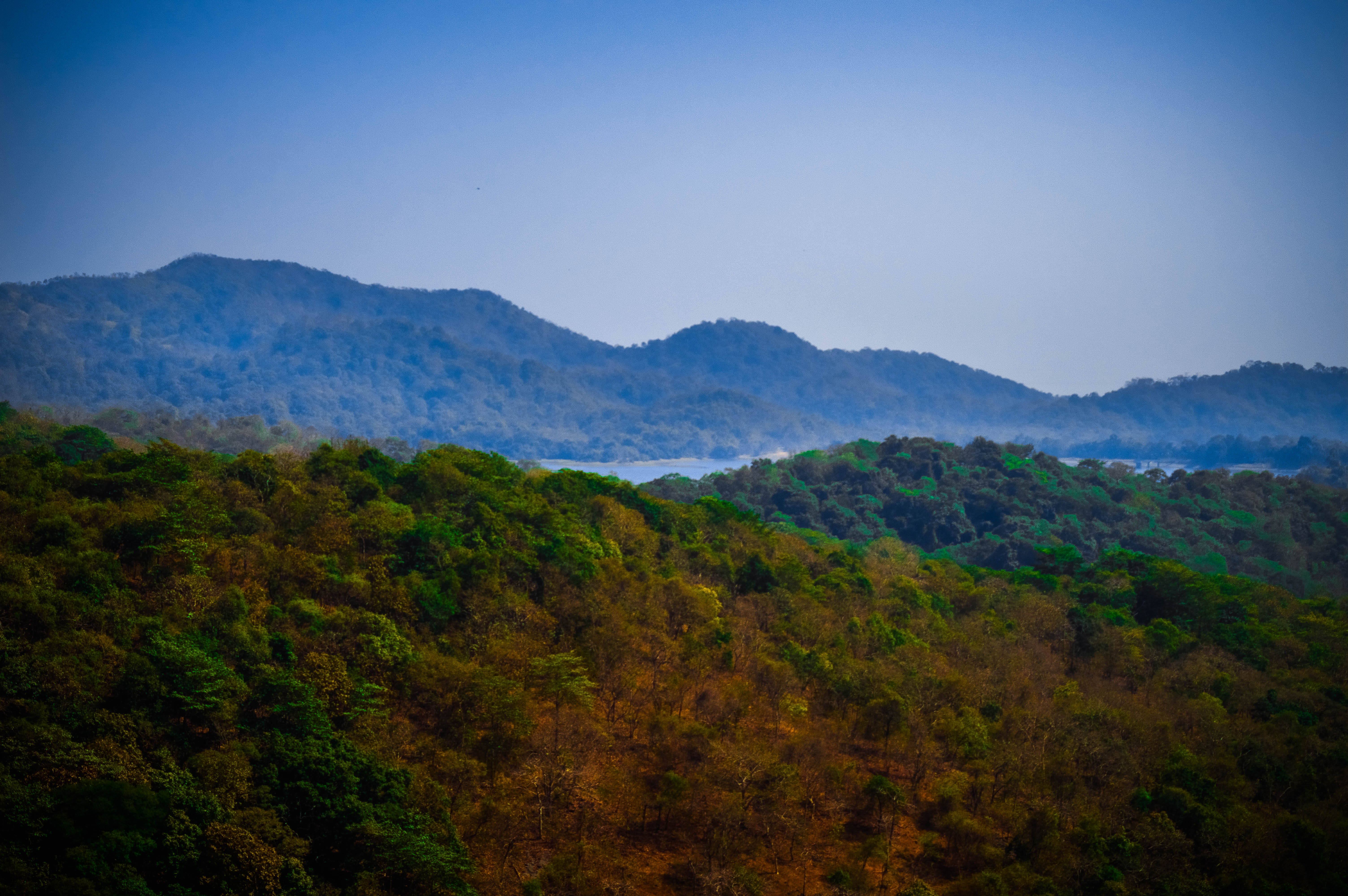
Tájkép
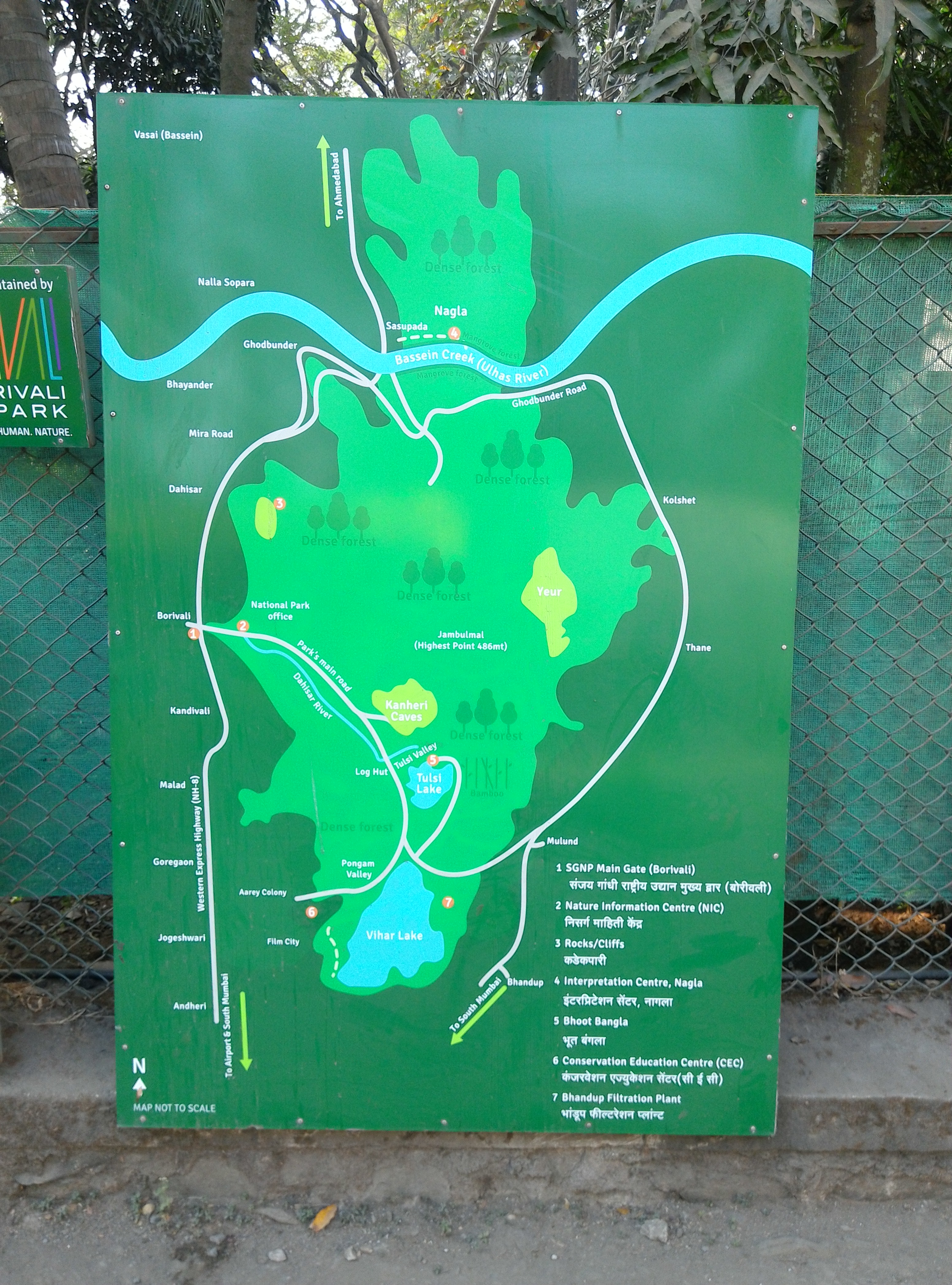
A park térképe egy ismertető táblán
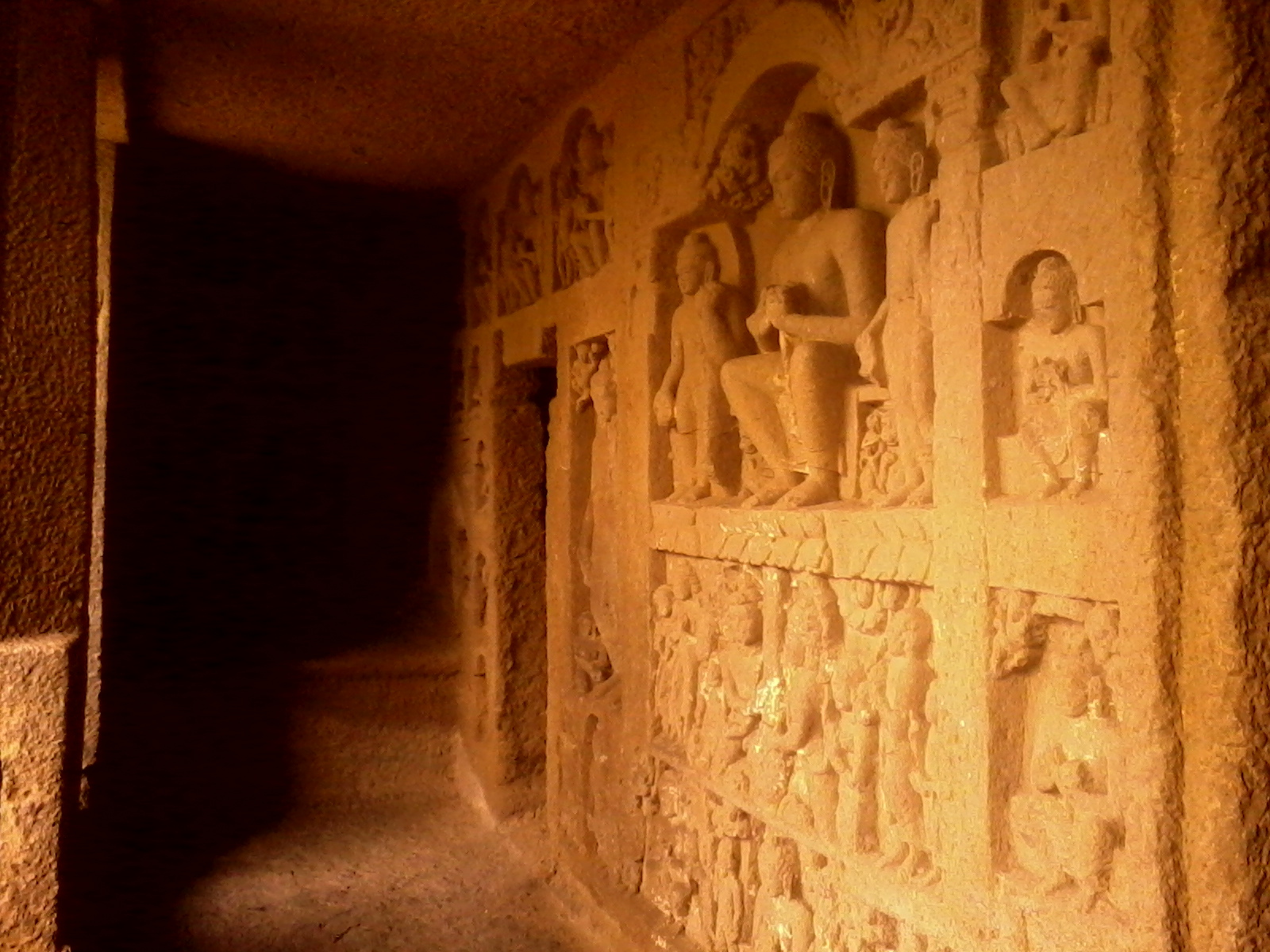
Belső részlet a Kánheri-barlangokból
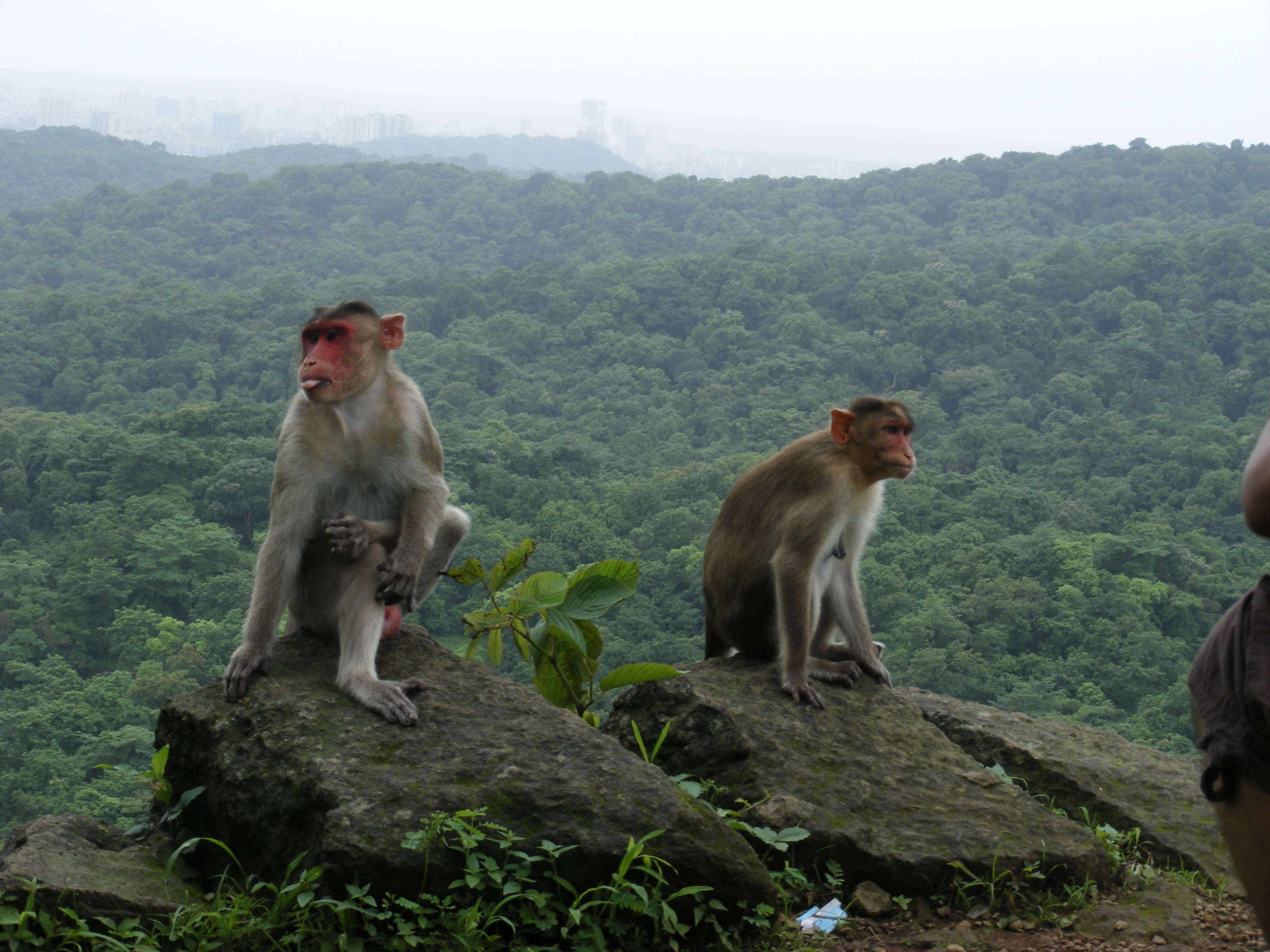
Parókás makákók a nemzeti parkban